# Hiltl (restaurant)
Le Hiltl est une enseigne familiale centenaire suisse — à orientation végétarienne — fondée en 1898 et reprise en 1903 par Ambrosius Hiltl (de). Le siège principal de l’entreprise se situe au cœur de la Sihlstrasse à Zurich. L’établissement s’est entretemps réparti en une chaîne de restaurants ovo-lacto-végétariens à travers la Suisse alémanique. Géré par la même famille depuis cinq générations, le Hiltl figure dans le Livre Guinness des records au titre de « plus ancien restaurant végétarien au monde, ».

## Historique

### Prémices

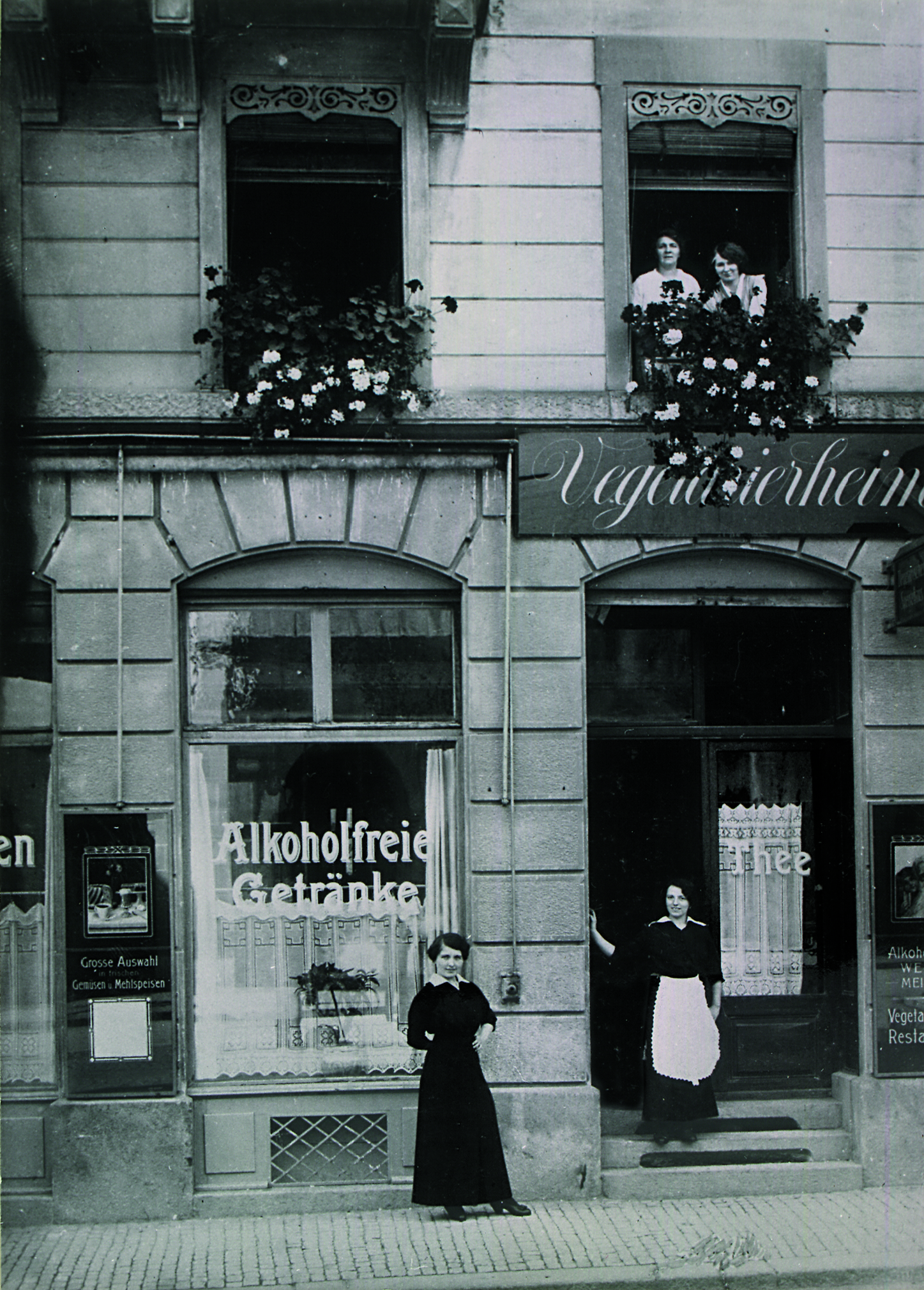
Ancêtre du Hiltl, le Vegetarierheim und Abstinenz Café sis 28 Sihlstrasse, siège de l’actuelle maison mère Haus Hiltl à Zurich.

En 1897, des immigrants venus d’Allemagne fondent une association végétarienne qu’ils nomment « Vegetaria AG ». En 1898, le « Vegetarierheim und Abstinenz Café,, » ouvre ses portes sur le site actuel de la Sihlstrasse à Zurich,. La présence d’un restaurant exempt de produits carnés peine cependant à entrer dans les mœurs. Le « Vegetarierheim » est surnommé le « Wurzelbunker,, » et ses clients se voient la plupart du temps affublés de quolibets divers les qualifiant, entre autres exemples caricaturaux, de « veaux de pâturage » ou « brouteurs d’herbe, ».

### Origines

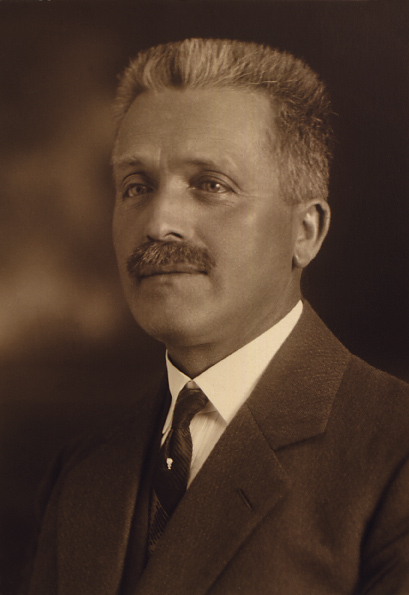
Ambrosius Hiltl

Dr Maximilian Oskar Bircher-Benner, l’un des pionniers du végétarisme et du crudivorisme végétal en Suisse. Son approche diététique a contribué à fonder les piliers nutritionnels et la philosophie alimentaire propres à la chaîne suisse alémanique de restaurants ovo-lacto-végétariens Hiltl.

En 1897, le couturier et tailleur allemand Ambrosius Hiltl (de) arrive à Zurich. En 1901, il tombe gravement malade. Souffrant de polyarthrite rhumatoïde,,,, il n’arrive plus guère à se mouvoir ni même à exercer sa profession. La médecine se révélant impuissante à le soulager, il se met en quête de solutions thérapeutiques alternatives. Il s’essaie au régime végétarien à tendance crudivore prôné par son ami le Dr Maximilian Oskar Bircher-Benner, un médecin et diététicien suisse à l’origine de la recette culinaire originale ayant donné naissance au Birchermuesli,. Ce praticien avait en effet prédit une mort prématurée à son patient si celui-ci ne modifiait pas illico son régime alimentaire en procédant — entre autres réajustements nutritionnels ciblés — au bannissement de toute forme de viande dans l’élaboration de sa diète à venir,. Les résultats probants obtenus par cette démarche originale se soldant par une rémission durable, Ambrosius Hiltl se convertit dès lors avec assiduité à cette approche innovante.

### Évolutions
En 1903, le « Vegetarierheim AG » connaît quelques difficultés économiques, ce qui amène Ambrosius Hiltl à en assumer la direction à partir du 3 juillet,,. Il transforme alors l’entreprise, initialement balbutiante, en un restaurant végétarien gastronomique réputé.

Le magazine allemand Focus écrit : 

« […] Ambrosius Hiltl, qui souffrait auparavant de polyarthrite, voit son état s’améliorer grâce à un renoncement ascétique à la viande. Il reprend dès lors les rênes du « Vegetarierheim und Abstinenz Café » qui frisait la faillite. C’est ainsi que le restaurant commence à prospérer, mû par l’enthousiasme convaincu de son nouveau directeur qui reste animé d’une insatiable joie de vivre. Le « Foyer végétarien » devient peu à peu un lieu de rencontre privilégié qui réunit les intellectuels et artistes zurichois. La nouvelle clientèle, pétillante et conviviale, n’a désormais plus grand-chose à voir avec les mines confites et terreuses qu’arborent parfois certains disciples du muesli affiliés au Dr Max Bircher-Benner qui sert également des repas végétariens à sa patientèle dans le cadre de sa clinique privée à Zürichberg. »

Le succès, grandissant, est à la clé. L’établissement commence peu à peu à se faire une place au soleil. En 1904, le chiffre d’affaires tourne quotidiennement aux alentours des 35 CHF. La même année, Ambrosius Hiltl épouse Martha Gneupel. Le couple reprend en main Vegetaria AG. En 1907, la famille acquiert la propriété  qui devient HILTS VEGI et, dans le même élan, Ambrosius Hiltl devient citoyen suisse.

### Mutations

Le HILTL^{S} VEGI en 1931.

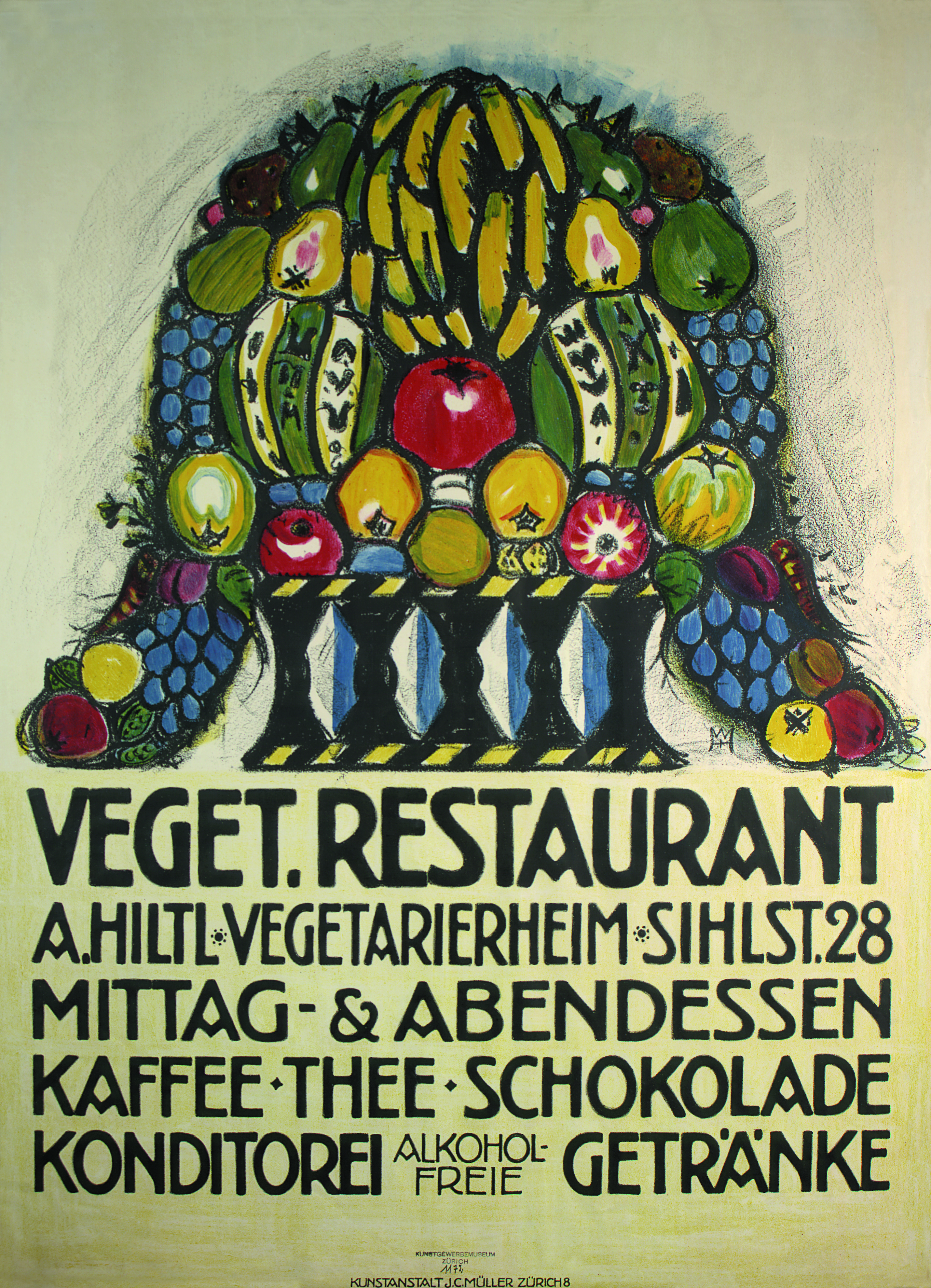
Affiche du restaurant Hiltl en 1913.

Affiche de 1933.

En 1931, Ambrosius Hiltl inaugure le tout premier restaurant zurichois équipé d’une cuisine entièrement électrique. L’entreprise est finalement confiée aux enfants Walter et Leonard. Dès 1951, des changements notables surviennent dans la carte lorsque Margrith Hiltl, épouse de Leonard, se rend à New Delhi pour assister à un congrès végétarien, en qualité de déléguée suisse, afin d’y approfondir ses connaissances culinaires. À son retour, elle inclut la cuisine indienne dans le menu. Cette proposition est accueillie favorablement par la clientèle.
En 1953, le premier ministre indien de l’époque, Morarji Desai, dîne au Hiltl lors de son voyage officiel en Suisse,,,. Parmi la liste des célébrités faisant escale au Hiltl figurent notamment le musicien suisse Dieter Meier, l’ex-chanteur britannique des Beatles — Paul McCartney — ou encore l’ex-footballeur international français Zinédine Zidane.

### Transgénérationnel
En 1959, le restaurant est confié à Heinz Hiltl, fils de Léonard et Margrith. La structure continue à bénéficier de quelques changements et innovations. En 1973, le restaurant est provisoirement rebaptisé Hiltl Vegi.
Alors que Rolf Hiltl travaille déjà en étroite collaboration aux côtés de son père Heinz depuis 1993 et que chiffre d’affaires net atteint les 10 millions de CHF en 1997, le patriarche finit par céder intégralement les commandes du restaurant à son fils à partir du 1er janvier 1998,,,. Le nouveau directeur opte alors pour une appellation unitaire — Hiltl — en sus de doter le management de fonctions entièrement numérisées. Il prolonge les heures d’ouverture jusqu’à 23 heures et introduit une nouvelle carte des vins,. Cet ajout a pour conséquence d’accroître la popularité du succès auprès de la jeune clientèle. L’organigramme instaure en outre un système de réservation en ligne qui bénéficie d’un accueil favorable émanant des principaux sites Internet. Cette même année, le consortium fait paraître un livre — Vegetarisch nach Lust und Laune : das 100-Jahre-Hiltl-Buch — destiné à célébrer les 100 ans du Hiltl,. L’ouvrage contient toutes les recettes proposées par le restaurant dans le menu détail. La parution s’en écoule à plusieurs millions d’exemplaires, outre de se voir traduite en anglais et en français avec plus de quatorze rééditions.
En 2001, le journal allemand Focus écrit : 

« Rolf Hiltl joint le plaisir gustatif à l’esthétisme visuel. Il a su transformer l’ancien restaurant en un bistro lumineux, décoré dans le style des années 70, en l’imprégnant d’un soupçon d’Art nouveau. Il a en outre doté la structure d’un buffet libre-service ainsi que d’une restauration rapide à la carte. Ce concept convivial lui permet ainsi d’occuper aisément l’espace des 250 places assises que comporte l’établissement. »

En 2009, à l’occasion du 111e anniversaire, Rolf Hiltl publie un nouvel ouvrage : Hiltl : veggie international : a world of difference.
En 2015, célébrant une troisième date clé, la famille Hiltl rédige un opuscule commémoratif — Meat the Green, — ciblé sur les principales recettes issues de la première « boucherie végétarienne, » de Suisse, Hiltl Vegimetzg,,,,, celle-ci ayant ouvert ses portes en 2013 à proximité de la maison mère.

### Succursales
L’entreprise s’est depuis lors agrandie et possède désormais plusieurs restaurants à Zurich :
- Hiltl Sihlpost, ouvert depuis début 2016[26]
- Hiltl Dachterrasse[31]
- Hiltl Langstrasse, ouvert depuis septembre 2017[26]
- Hiltl Pflanzbar[30]

S’y ajoutent deux autres restaurants sis en bordure de plage et plus spécifiquement voués à la saison estivale :
- Hiltl Mythenquai[32], ouvert en mai 2014[33],[34]
- Hiltl Kilchberg[32]

Le buffet en libre accès — sous forme de service à la française prodigué par la maison mère située à la Sihlstrasse — offre un large éventail présentant plus d’une centaine de mets divers,, eux-mêmes composés de salades et crudités, de plats chauds — dont de nombreuses préparations orientales ou européennes issues de la cuisine indienne, arabe, libanaise,, asiatique, thaïlandaise, grecque, italienne  et française — complétés par un choix de desserts. Toutes les spécialités de la maison sont fraîchement concoctées et renouvelées en permanence en temps et en heure au fur et à mesure de leur écoulement grâce à une signalisation numérique qui tient l’équipe du staff en alerte et constamment informée en temps réel.

### Hiltl Akademie
Le restaurant Hiltl possède également une école de cuisine ouverte tant aux professionnels qu’aux amateurs désirant se former aux piliers fondamentaux de cette approche culinaire. Depuis 2013, le groupe suisse de gestion hôtelière SV Group AG (de) confie à la Hiltl Akademie le soin de compléter le cursus de l’ensemble de ses étudiants, commis, cuisiniers et futurs chefs en matière de cuisine végétarienne, végétalienne et végane.

### Interactions
En qualité de traiteur, Haus Hiltl collabore avec la compagnie helvétique internationale d’aviation Swiss International Airlines, (SWISS) — anciennement Société anonyme suisse pour la navigation aérienne mieux connue sous le nom de Swissair — en lui fournissant un ensemble de plats indiens végétariens, végétaliens et/ou végans à l’attention d’un nombre croissant de passagers qui, pour diverses raisons — philosophiques, religieuses, éthiques ou autres — choisissent d’axer leurs préférences alimentaires vers ce mode élitiste en lieu et place de repas carnés.

### Tibits

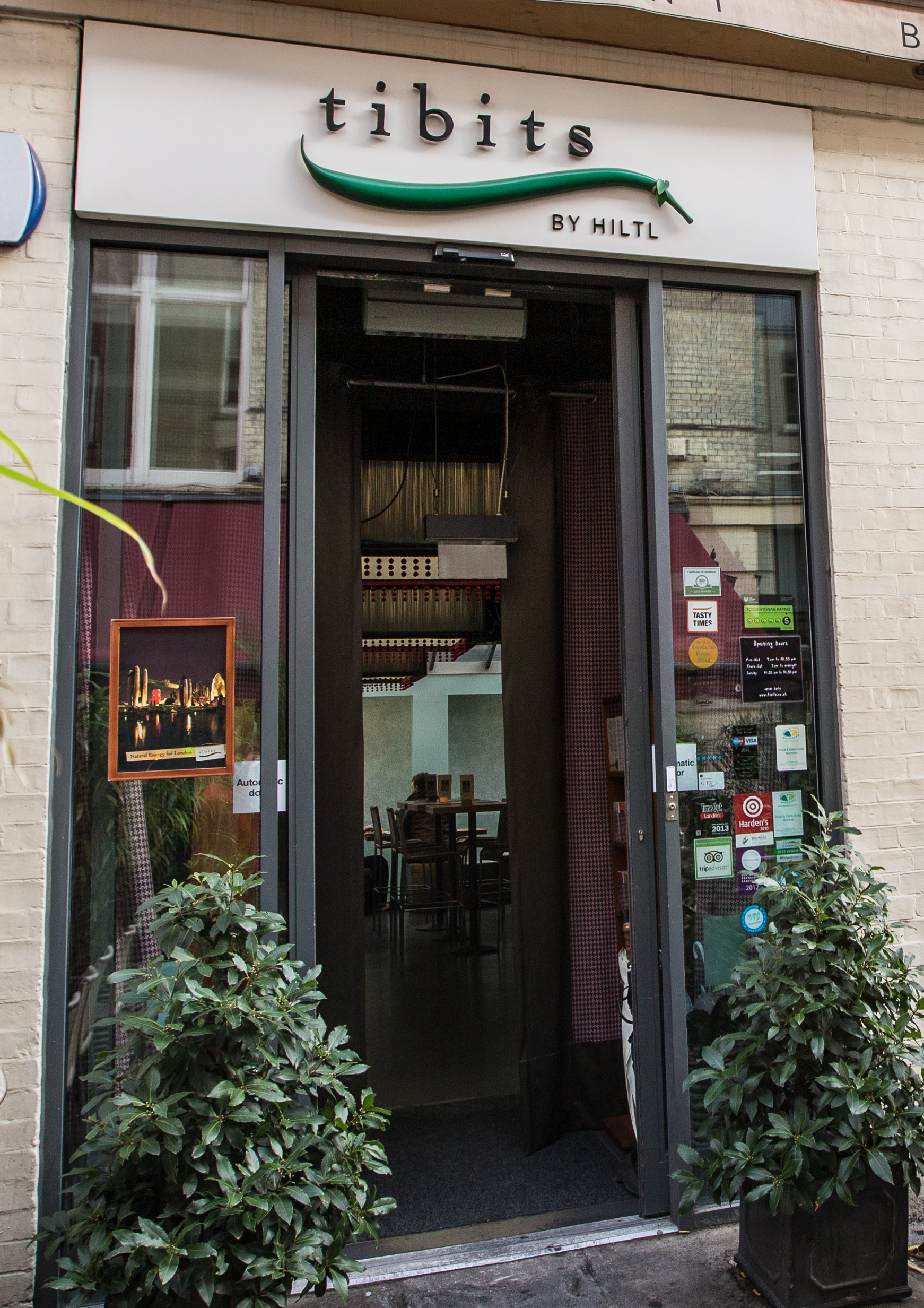
Restaurant Tibits à Londres, créée et gérée en partenariat avec Hiltl.

En 1998, les frères Reto, Christian et Daniel Frei participent à Venture, un concours de business plan organisé par l’École polytechnique fédérale de Zurich (EPFZ) et McKinsey & Company,. Le trio y présente un projet de création, publié dans le Tages-Anzeiger, sous forme d’enseigne végétarienne proposant une restauration rapide haut de gamme. Le résultat favorable et les commentaires positifs obtenus encouragent les frères Frei à mettre leur plan en œuvre. Ils font appel à l’expertise et la collaboration du Hiltl pour créer Tibits,, un restaurant végétarien international qui, depuis lors, étend son infrastructure à Bâle, Basel-Gundeldingen (de), Berne, Zurich, Winterthour, Lucerne, Saint-Gall, Lausanne,,, Darmstadt et Londres. La famille Hiltl détient 50% de Tibits AG,,.

### Distinctions
Le restaurant Hiltl est classé en tête de liste dans le Livre Guinness des records au titre de plus ancien restaurant végétarien transgénérationnel au monde ayant œuvré sans relâche depuis sa création.

## Publications

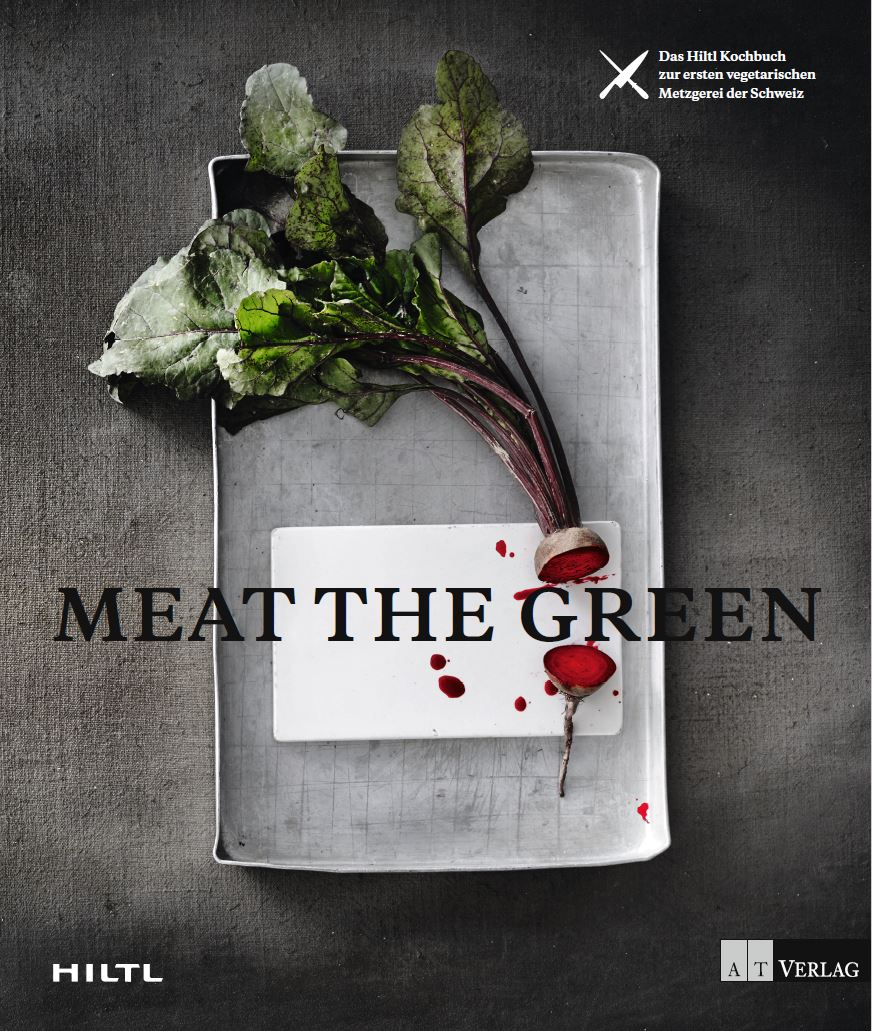
Meat the green ou L’art de viander le végétal, titre du dernier ouvrage publié par la maison Hiltl. Ce livre révèle l’essentiel des recettes et secrets de fabrication associés à la première boucherie végétarienne de Suisse,,,,,,.

- Verena Zbinden et Rolf Hiltl (trad. de l'allemand par Myriam Ochoa-Suel), Saveurs et fantaisies végétariennes [« Vegetarisch nach Lust und Laune : das 100-Jahre-Hiltl-Buch »], Zurich, WerdVerl., 2013 (réimpr. 2012, OCLC 881082070), 2e éd. (1re éd. 2003, OCLC 995185459 et 633735532, sous le titre Saveurs et fantaisies végetariennes : le livre du centenaire du restaurant Hiltl), 186 p. (ISBN 978-3-85932-707-8 et 3859327070, OCLC 1040715098) Recettes végétariennes originales — telles que proposées par la famille Hiltl et ses cuisiniers — élaborées et réalisées par Helmut Schattauer et Sven Zyschka. Photos des plats de Marie-Pierre Morel. Textes et chronique de Paul Imhof. Premières parutions originales en allemand en 1998 à l’occasion du centenaire de la fondation du Hiltl : OCLC 75913574 et 611314490, Swissbib 291314422
- (en) Urs Bühler, Rolf Hiltl, Hiltl Family, Hiltl Restaurant (Zürich) (ill. Marie-Pierre Morel), Hiltl : veggie international : a world of difference, Thun, Werd & Weber Verlag AG, 2019 (réimpr. 2014, OCLC 879359589), 5e éd. (1re éd. 2009 à Zurich, c/o Orell Füssli, OCLC 638542828), 176 p. (ISBN 978-3-85932-957-7 et 385932957X, OCLC 1079547161) Recipes: the Hiltl family and their team of cooks, history and portrait of the company and of the House of Hiltl.
- (de) Rolf Hiltl, Bettina Weber, Stefan Haas, Stevan Paul, Dominik Flammer, AT Verlag AZ, Fachverlage AG (ill. Sylvan Müller), Meat the green : das Hiltl Kochbuch zur ersten vegetarischen Metzgerei der Schweiz [« L’art de « viander » le végétal : les recettes de cuisine du Hiltl concoctées par la première « boucherie végétarienne » de Suisse »], Aarau, AT Verlag (de), AZ Medien (de), 2016 (1re éd. 2015 (DNB 1078324255) (OCLC 929765483 et 1033724887)), 159 p. (ISBN 978-3-03800-896-5 et 3038008966, OCLC 945563817, DNB 1114512400)